# Johan Depoortere
Johan Depoortere (Westrozebeke, 21 november 1944) is een voormalig VRT-journalist.

## Biografie
Depoortere studeerde Germaanse filologie aan de Katholieke Universiteit Leuven. In 1970 begon hij te werken voor het BRT-journaal en was te zien als buitenlandreporter en journalist voor Panorama.
Het eerste gewapende conflict dat hij als verslaggever ter plaatse volgde was de Libanese Burgeroorlog in 1976. Tijdens de jaren 80 was hij correspondent in Latijns-Amerika, waar hij de revolutie in Nicaragua, burgeroorlogen in El Salvador en Guatemala versloeg. Hij interviewde onder meer Augusto Pinochet en Saparmurat Niazov.
In 1989 versloeg hij de Roemeense Revolutie, waar hij erg aangedaan was over het zogenaamde massagraf van slachtoffers van dictator Nicolae Ceaușescu in Timișoara. Toen dit achteraf opgezet spel bleek te zijn kon hij zichzelf als journalist maar moeilijk vergeven dat hij dat niet doorhad.
Van 1995 tot 1999 was hij buitenlands correspondent voor de VRT in Rusland.
In 2001 bracht hij verslag uit van de oorlog in Afghanistan. In 2005 werd hij buitenlands reporter in de Verenigde Staten tot hij begin 2009 werd vervangen door Greet De Keyser.